# گناه من چیست
گناه من چیست فیلمی به کارگردانی  و نویسندگی گرجی عبادیا محصول سال ۱۳۴۲ است.

## بازیگران
- آذر حکمت شعار
- نادر بیات
- رحیم روشنیان
- مسعود زادگان
- ملکه رنجبر
- لادن
- خانم نصیری
- رضا شفیع
- فخری پازوکی
- سیمین
- افسانه
- ملیحه
- زهره
- محسن میلانی